# NORSAR

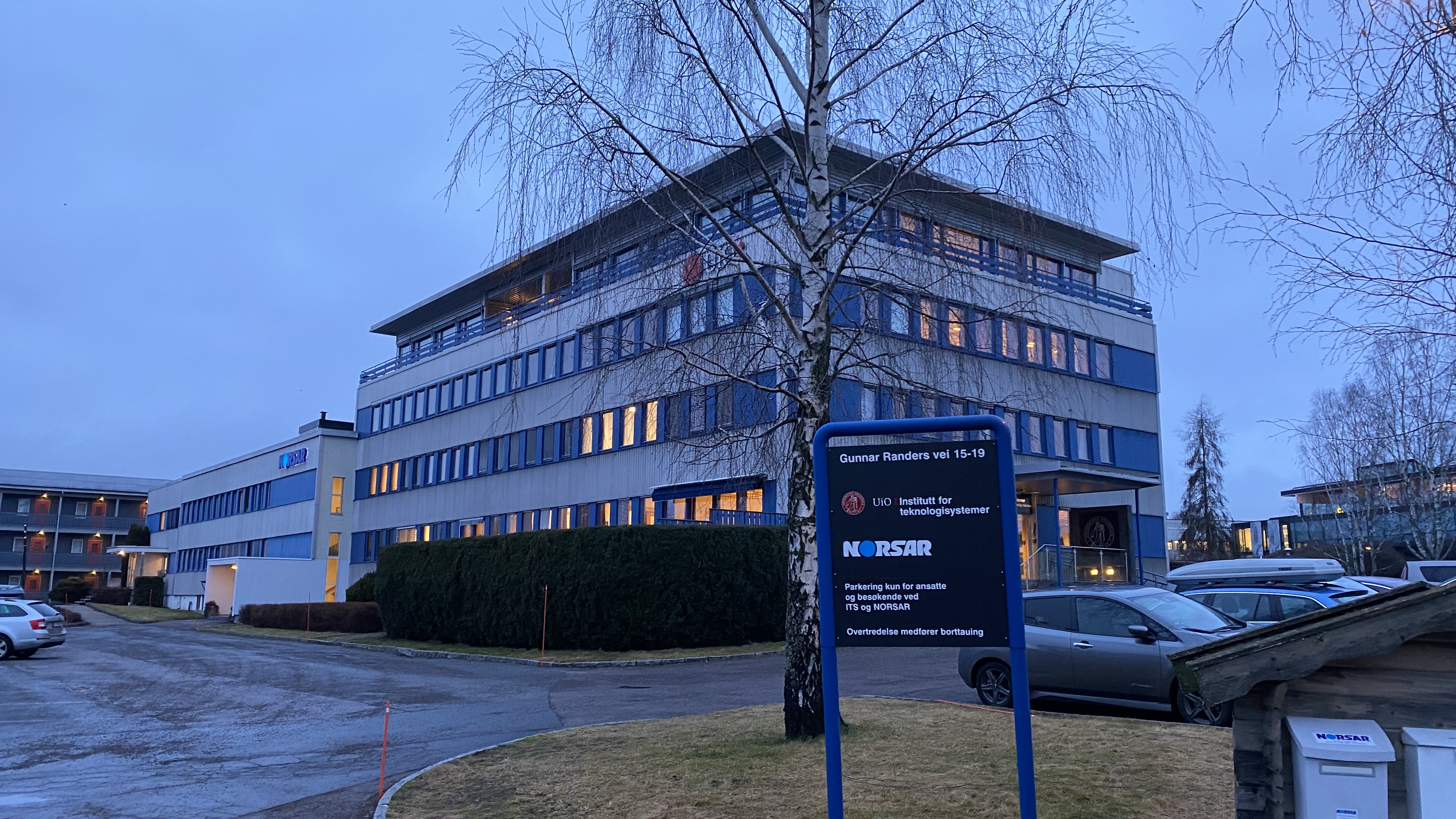
NORSAR, Kjeller

노르사르 또는 NORSAR(Norwegian Seismic Array)는 노르웨이-미국의 지진과 핵실험 탐지를 위한 조약의 일부로서 1968년에 설립되었다. 노르사르는 1973년에 ARPANET에 포함된 최초의 해외 사이트 두곳 중 하나였다. 오슬로에서 북쪽으로 25km 떨어진 키엘러에 위치한 노르사르는 노르웨이의 지진탐지망을 유지관리하며, '포괄적 핵실험금지조약을 위한 국립 데이터 센터'로 지정되었다. 노르사르는 기초적인 지진학 연구를 수행하고 소프트웨어를 개발하며 석유 산업계에 자문을 제공한다. 노르사르는 1999년 이후 독립적인 연구소가 되었다.

## 참고자료
- James Gillies and Robert Cailliau. How the Web was Born: The Story of the World Wide Web, Oxford University Press, 2000.
"The Internet comes to Europe"
"NORSAR" (p. 51-55)